# Rammu saar
Rammu saar est une île d'Estonie en mer Baltique dans le golfe de Finlande.

## Géographie

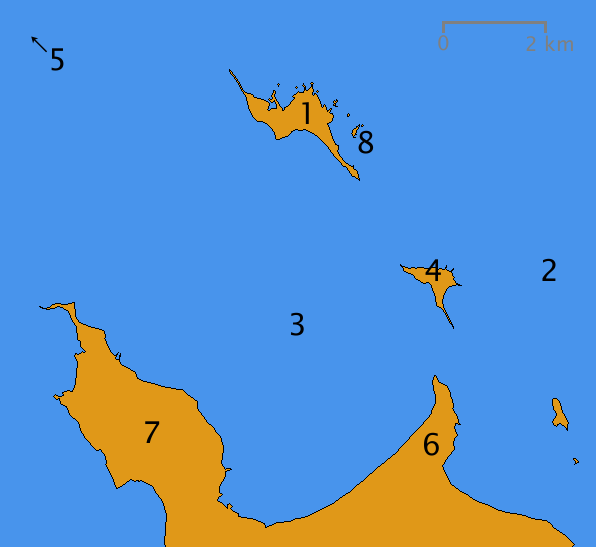
Situation de l'île (1)

Elle appartient à la commune de Jõelähtme. Formant un S, elle s'étend sur une longueur de 3,5 km et est surtout connue pour ses nombreux rochers.

## Histoire
S'il n'y a pas de données précises sur les débuts de l’occupation humaine de l'île, elle daterait du XVIIIe siècle. En 1570, l'île est mentionnée sous le nom de Ramboe. Dès 1920, une école est ouverte. Travaillant dans l’industrie de la pêche, en 1952, sous l'autorité de l'Union soviétique une centaine d'habitants sont obligés de la quitter.
Une grande partie des anciennes fermes sont aujourd'hui en ruines. Un des phares a été restauré et le cimetière est classé au patrimoine culturel estonien. Il demeure sur l'île les deux phares qui sont maintenant hors service.